# Idaea rufularia
Idaea rufularia är en fjärilsart som beskrevs av Herrich-Schäffer 1847. Idaea rufularia ingår i släktet Idaea och familjen mätare. Inga underarter finns listade i Catalogue of Life.